# Петшиковиці (гміна Конти-Вроцлавські)
Петшиковиці (пол. Pietrzykowice, нім. Polnisch Peterwitz) — село в Польщі, у гміні Конти-Вроцлавські Вроцлавського повіту Нижньосілезького воєводства.
Населення — 558 осіб (2011).
У 1975-1998 роках село належало до Вроцлавського воєводства.

## Демографія
Демографічна структура станом на 31 березня 2011 року:
|          | Загалом | Допрацездатний вік | Працездатний вік | Постпрацездатний вік |
| -------- | ------- | ------------------ | ---------------- | -------------------- |
| Чоловіки | 270     | 54                 | 188              | 28                   |
| Жінки    | 288     | 70                 | 164              | 54                   |
| Разом    | 558     | 124                | 352              | 82                   |